# Агапеев, Сергей Иванович
Серге́й Ива́нович Агапе́ев (1868—1916) — русский военный  деятель, генерал-майор,  (1914). Герой Русско-японской войны.

## Биография
Родился 22 августа 1868 года[по какому календарю?].
В 1886 году  после окончания Московского 1-го кадетского корпуса вступил в службу. В 1887 году после окончания Александровское военного училища произведён в подпоручики и выпущен в 17-ю артиллерийскую бригаду. В 1891 году  произведён в поручики, в 1896 году в штабс-капитаны, в 1900 году в капитаны.

С 1904 года участник Русско-японской войны, командир 1-й батареи 1-й Сибирской артиллерийской бригады. 30 июля 1905 года за храбрость награждён Орденом Святого Георгия 4-й степени: 
За отличие в бою 28 сентября 1904 года у деревни Цуньо, где получив ранение и кантузию не оставил позиции противнику
С 1909 года полковник, командовал 8-м Мортирным артиллерийским дивизионом, с 1911 года 4-м стрелковым артиллерийским дивизионом. С 1914 года участник Первой мировой войны, во главе своего дивизиона. 11 ноября 1914 года произведён в генерал-майоры с увольнением от службы по болезни.
Умер 23 сентября 1916 года[по какому календарю?] в Одессе.

## Награды
- Орден Святой Анны 3-й степени  (1901)
- Орден Святого Станислава 2-й степени с мечами  (1905)
- Орден Святого Владимира 4-й степени с мечами и бантом (1905)
- Орден Святого Георгия 4-й степени (ВП 30.07.1905)
- Орден Святого Владимира 3-й степени  (1912)